# Бриссак-Луар-Обанс
Бриссак-Луар-Обанс (фр. Brissac Loire Aubance) — новая коммуна на западе Франции, регион Пеи-де-ла-Луар, департамент Мен и Луара, округ Анже, кантоны Ле-Пон-де-Се и Дуэ-ан-Анжу. Расположена в 16 км к юго-востоку от Анже, в 8 км от автомагистрали А87. Через центр коммуны протекает река Обанс. 
Население (2020) — 10 906 человек.

## История
Коммуна образована 1 января 2016 года путём слияния коммун:
- Бриссак-Кенсе
- Вошретьен
- Лез-Алле
- Люинье
- Сен-Реми-ла-Варенн
- Сен-Сатюрнен-сюр-Луар
- Сольже-л’Опиталь
- Шарсе-Сент-Элье-сюр-Обанс
- Кутюр
- Шемелье

Коммуна относится к двум кантонам: первые восемь ассоциированных коммун входят в кантон Ле-Пон-де-Се, коммуны Кутюр и Шемелье – в  кантон Дуэ-ан-Анжу. Центром коммуны является Бриссак-Кенсе. От него к новой коммуне перешли почтовый индекс и код INSEE. На картах в качестве координат Бриссак-Луар-Обанса указываются координаты Бриссак-Кенсе.

## Достопримечательности
- Шато Бриссак XI-XVII веков, частная собственность семьи Коссе-Бриссак
- Мавзолей герцогов де Бриссак
- Церковь Святого Альбина XVI века в Лез-Алле
- Церковь Святого Петра в Шарсе
- Шато Монсабер в Кутюре
- Церковь Нотр-Дам XIX века в Люинье
- Церковь Святого Ремигия в Сен-Реми-ла-Варенн
- Мельница Бургдьон 1862 года в Сен-Реми-ла-Варенн

## Экономика
Структура занятости населения:
- сельское хозяйство — 11,9 %
- промышленность — 15,3 %
- строительство — 10,0 %
- торговля, транспорт и сфера услуг — 32,1 %
- государственные и муниципальные службы — 30,7 %

Уровень безработицы (2019) — 8,1 % (Франция в целом — 12,9 %, департамент Мен и Луара— 11,9 %). 

Среднегодовой доход на 1 человека, евро (2020) — 22 970 (Франция в целом — 22 400, департамент Мен и Луара — 21 790).

## Администрация
Пост мэра Бриссак-Луар-Обанса с 2016 года занимает Сильви Суриссо-Гинберто (Sylvie Sourisseau-Guineberteau). На муниципальных выборах 2020 года возглавляемый ею независимый список был единственным.
| Период | Период | Фамилия                 | Партия        | Примечания                                      |
| ------ | ------ | ----------------------- | ------------- | ----------------------------------------------- |
| 2016   |        | Сильви Суриссо-Гинберто | Разные правые | руководитель проектов, бывший мэр Бриссак-Кенсе |

## Города-побратимы
- Калузо, Италия

## Галерея
- Шато Бриссак
- Мавзолей герцогов де Бриссак
- Церковь Святого Альбина
- Церковь Святого Петра
- Шато Монсабер
- Церковь Святого Ремигия
- Мельница Бургдьон XIX века